# Anita Filipovics
Anita Filipovics (ur. 9 kwietnia 1988 w Budapeszcie) – węgierska siatkarka, reprezentantka kraju. Gra na pozycji środkowej bloku. Obecnie występuje we włoskiej Serie A2 w drużynie Volleyball Santa Croce

## Kluby
- 2006–2007  Asystel Novara
- 2007–2008  Brunelli Volley Nocera Umbra
- 2008–2009  Santeramo Sport
- 2009–2010  Edilcost Ancona
- 2010–2011  Crema Volley
- 2011–2012  Volleyball Santa Croce